# 안타르 야히아
안타르 야히아(아랍어: عنتر يحيى, Antar Yahia, 1982년 3월 21일 ~ )는 알제리의 축구 선수로서, 포지션은 센터백이다. 현재 프랑스의 앙제에서 활약하고 있으며, 2010년 FIFA 월드컵에서 알제리 대표팀의 주장으로 출전했었다.

## 선수 경력

### 클럽 경력
FC 인테르나치오날레 밀라노에서 선수 경력을 시작하였다. 인테르에서는 프로 무대에 출전하지 못하였으나 SC 바스티아로 임대된 후 올랭피크 리옹을 상대로 프로 경기에 데뷔하였다. 바스티아에서 4시즌 간 성공적인 활약을 펼쳤으나 팀이 강등되자 OGC 니스로 이적하였다.
니스에서의 첫 시즌엔 주전으로 활약하였지만 점차 주전 경쟁에서 밀려 벤치 멤버로 전락하자 이적을 결정하였다. 리즈 유나이티드도 그에게 관심을 표명하였지만 그는 최종적으로 VfL 보훔으로의 임대를 선택하였다. 보훔에 입단한 후 얼마 되지 않아 그는 보훔에서 핵심 수비수가 되었고 붙박이 주전으로 활약하였다. 그러나 2009-10 시즌이 끝난 후 소속팀이 분데스리가 2로 강등되자 다시 이적을 추진하였다. 그는 2010년 FIFA 월드컵이 종료된 후 이적할 팀을 결정하기로 하였으나 결국 마음을 바꿔 보훔과 4년 재계약을 체결하였다.
2011년 8월 1일, 보훔과 계약 기간이 3년 남은 상황에서 좋은 조건을 제시한 알나스르로 이적하였다.

## 경력
- 2004년 아프리카 네이션스컵 국가대표
- 2010년 아프리카 네이션스컵 국가대표
- 2010년 FIFA 월드컵 국가대표

## 수상
알제리
- 2010년 아프리카 네이션스컵 4위